# Kolenchym

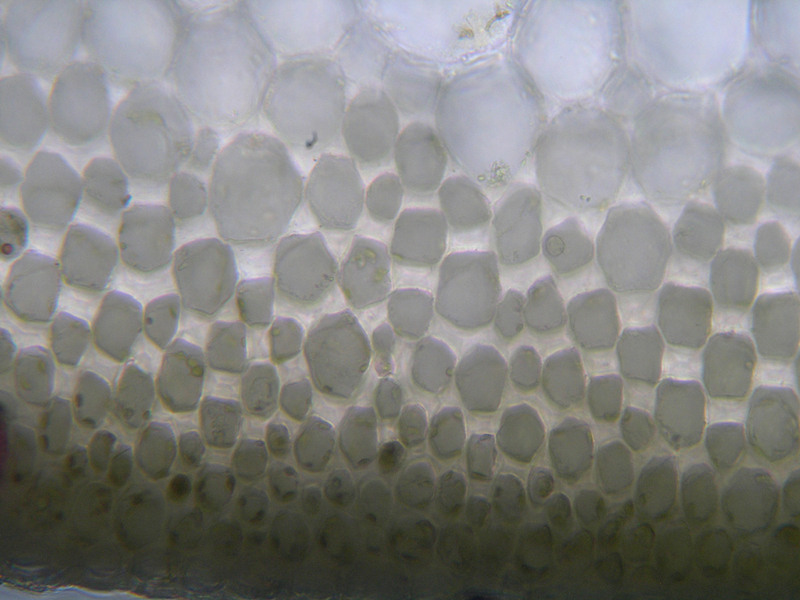
Kolenchym

Kolenchym je typ pletiva s nepravidelně ztloustlými buněčnými stěnami, čímž se liší se od parenchymu s neztloustlými a sklerenchymu s rovnoměrně ztloustlými. Jeho vlastnostmi jsou pružnost a pevnost, z čehož vychází jeho funkce v rostlině. Kromě opory také často může fotosyntetizovat, neboť se většinou nachází blízko pod povrchem. Nejčastějším typem kolenchymu je rohový kolenchym, jehož stěny tloustnou na styku tří buněk. Buněčné stěny méně častého deskového kolenchymu tloustnou na stranách rovnoběžných s povrchem rostliny. K oběma typům tloustnutí dochází směrem do středu buňky za současného zatlačování protoplastu.
Chemicky se ztlustliny kolenchymu podobají více primární buněčné stěně než sekundární, což kolenchymu na rozdíl od sklerenchymu umožňuje případný růst buněk.